# Rob Pannell
Rob Pannell (né le 11 décembre 1989 à Smithtown, New York) est un joueur professionnel de crosse évoluant au poste d'attaquant pour les Lizards de New York en Major League Lacrosse. Il a joué 5 ans avec l'Université Cornell avant de passer professionnel.

## Carrière universitaire
Pannell rentre à l'université en 2009. 
Dès sa première année, Rob Pannell est élu Ivy League Rookie of the Year et est nommé dans la troisième équipe All-American. 
Il termine la saison avec, au niveau national, le second plus grand nombre d'assistances par match (2,47) et le cinquième plus grand nombre de points par match (3,94). Après seulement 5 matchs, Pannell avait déjà établi le nouveau record d'assistances en une saison pour un rookie de l'Université de Cornell dépassant le record précédemment établi par Max Seibald (14 en 2006). Lors de son premier match, il termine avec 4 assistances établissant ainsi le nouveau record de son université pour le nombre d'assistances réalisées en un seul match par un freshman. Il surpasse son propre record plus tard dans la saison en effectuant 5 assistances face à Harvard.
Pour sa deuxième année, il s'impose comme l'un des meilleurs joueurs universitaires de tous les États-Unis. Il est nommé Ivy League Player of the Year (meilleur joueur de l'année en Ivy League) et meilleur attaquant de l'année en remportant le Jack Turnbull Award. Avec ces récompenses, il évidemment nommé dans la première équipe All-Ivy et All-American. Il termine encore la saison second meilleur passeur en moyenne par match (2,83) et progresse à la troisième place pour le nombre de points par match (4,44).
En 2011, pour son année junior, il est élu joueur de l'année en Division I et, pour la seconde fois consécutive, attaquant de l'année. Encore une fois, il est nommé dans la première équipe All-Ivy et All-American. Pour la troisième fois, il se place second en nombre d'assistances par match (2,76) mais devient le meilleur pointeur de la compétition (5,24).
En 2012, alors qu'il rentre dans la saison avec la plus longue série de matchs avec au moins un point inscrit (52), le plus grand nombre d'assistances (140) et le plus grand nombre de points (236) pour un joueur de Division 1, son année se termine lors du deuxième match du championnat à cause d'un pied cassé.
Il rempile exceptionnellement pour une cinquième année à Cornell à l'issue de laquelle il remporte le Tewaaraton Trophy.

## Carrière professionnelle
Pannell est sélectionné par les Lizards de New York au premier tour de la draft 2012.
Il ne rejoint cependant l'équipe que l'année suivante en raison de son choix de prolonger d'un an sa présence à l'université.
Pour sa première saison en Major League Lacosse, il est nommé Rookie de l'année et est sélectionné pour le All-Star Game. Il termine la saison avec 42 points, 25 buts et 17 assistances
En 2014, il termine meilleur pointeur de son équipe (56) et participe au All-Star Game avec l'équipe des États-Unis.

## Statistiques

### NCAA
| Saison | MJ | B   | A   | Pts | PPM |
| ------ | -- | --- | --- | --- | --- |
| 2009   | 17 | 25  | 42  | 67  | 3.9 |
| 2010   | 18 | 29  | 51  | 80  | 4.4 |
| 2011   | 17 | 42  | 47  | 89  | 5.2 |
| 2012   | 2  | 7   | 9   | 16  | 8.0 |
| 2013   | 18 | 47  | 55  | 102 | 5.7 |
| Totals | 72 | 150 | 204 | 354 | 4.9 |